# Белладжио (отель-казино)
«Белладжио» (англ. Bellagio) — пятизвёздочный отель-казино, расположенный на бульваре Лас-Вегас-Стрип, Лас-Вегас, штат Невада, США. Принадлежит компании MGM Resorts International. Главной достопримечательностью является музыкальный фонтан, расположенный перед зданием отеля. Имея 3950 номеров, занимает 12-ю строчку в списке крупнейших гостиниц мира; имея высоту 154,8 м, занимает 15-ю строчку в списке самых высоких зданий Лас-Вегаса.

## История
Отель был построен на месте легендарного отеля-казино Dunes, выкупленного Стивом Вином и демонтированного в 1993 г. Изначально проект оценивался в 1.6 млрд долларов. Торжественное открытие состоялось 15 октября 1998 года.

## В популярной культуре
- Час пик 2 (2001)
- Везунчик (2007)
- 21 (2008)
- Одиннадцать друзей Оушена (2001)
- Тринадцать друзей Оушена (2007)
- Однажды в Вегасе (2008)
- Вольт (2008)
- 2012 (2009)
- Мальчишник в Вегасе (2009)
- Два с половиной человека (2003—2014)